# Dioon tomasellii
Dioon tomasellii är en kärlväxtart som beskrevs av De Luca, Sabato och Vázq. Torres. Dioon tomasellii ingår i släktet Dioon och familjen Zamiaceae. IUCN kategoriserar arten globalt som sårbar. Inga underarter finns listade i Catalogue of Life.